# Centroclisis negligens
Centroclisis negligens is een insect uit de familie van de mierenleeuwen (Myrmeleontidae), die tot de orde netvleugeligen (Neuroptera) behoort. 
Centroclisis negligens is voor het eerst wetenschappelijk beschreven door Navás in 1911.